# Federico Eusebio
Federico Eusebio (Alba, 14 dicembre 1852 – Torino, 25 luglio 1913) è stato uno storico e archeologo italiano.

## Biografia
Originario di Magliano Alfieri, in Provincia di Cuneo, si trasferì a Torino dove compì gli studi classici al Liceo Gioberti e quindi all'Università, conseguendo nel 1875 la laurea in lettere con una tesi sulla satira latina.
Fu poi docente all'Istituto internazionale di Torino e, dal 1882, all'Università di Genova, presso la quale ottiene la cattedra di archeologia due anni più tardi.
Fondò nel 1897 il Museo di Alba, oggi a lui intitolato. È sepolto a Magliano Alfieri, dove gli sono state intitolate le Scuole elementari.